# Jean de Gombert
Pour l’article homonyme, voir Gombert (homonymie).
Jean de Gombert,  né en Auvergne et  mort le 28 février 1476 à Clermont, est un prélat français du XVe siècle. 

## Biographie
Jean de Gombert est théologien du cardinal de Foix et est élu évêque d'Orange en 1468. Sous son épiscopat le "bâtard d'Orange", Jacques de Southois, fils naturel de Louis de Châlon, cause si grands désordres dans la ville, que l'évêque établit en 1470 dans la ville un parlement pour juger en dernier appel les affaires litigieuses de la principauté.
Jean de Gombert a aussi plusieurs conflits avec son chapitre et se retire enfin en Auvergne , sa patrie.

## Sources
- Joseph Antoine Bastet, Essai historique sur les évêques du diocèse d'Orange